# Les chansons en or
A Les chansons en or Céline Dion kanadai énekesnő tizenkettedik, francia nyelvű albuma, mely 1986-ban jelent meg Québecben (Kanada). Ez az énekesnő második „greatest hits” albuma.

## Háttér
Céline Dion az album megjelenését megelőző öt évben kilenc albumot adott ki a kanadai zenei piacra, valamint két válogatáslemezt Franciaországban. Lemezei több arany és platinaminősítést szereztek, az énekesnő tizenegy Félix-díjat és két Yamaha Music Festival-díjat kapott ezekért és a kislemezekért. Ezen sikerdalokból állította össze a Les chansons en or című válogatást. A lemez egy új dalt is tartalmaz Fais ce que tu voudras címmel, mely a québeci listák 36. helyéig jutott. Dion első francia videóklipjét is ehhez a kislemezhez készítette. A Les chansons en or album volt Dion első olyan kiadványa, mely CD-n jelent meg. A lemez 150 000 példányban kelt el.

## Az album dalai
| #   | Cím                             | Szerző(k)                                    | Hossz |
| --- | ------------------------------- | -------------------------------------------- | ----- |
| 1.  | Ce n’était qu’un rêve           | Thérèse Dion, Céline Dion, Jacques Dion      | 3:52  |
| 2.  | La voix du bon Dieu             | Eddy Marnay, Suzanne-Mia Dumont              | 3:22  |
| 3.  | Tellement j’ai d’amour pour toi | Marnay, Hubert Giraud                        | 3:01  |
| 4.  | D’amour ou d’amitié             | Eddy, Jean Pierre Lang, Roland Vincent       | 4:05  |
| 5.  | Mon ami m’a quittée             | Marnay, Christian Loigerot, Thierry Geoffroy | 3:05  |
| 6.  | Les chemins de ma maison        | Marnay, Patrick Lemaitre, Alain Bernard      | 4:16  |
| 7.  | Mon rêve de toujours            | Marnay, Jean-Pierre Goussaud                 | 4:23  |
| 8.  | Mélanie                         | Marnay, Diane Juster                         | 3:48  |
| 9.  | Une colombe                     | Paul Baillargeon, Marcel Lefebvre            | 3:13  |
| 10. | C’est pour toi                  | Marnay, François Orenn                       | 4:07  |
| 11. | Fais ce que tu voudras          | Marnay, René Grignon                         | 3:43  |

## Megjelenések
| Terület | Megjelenés | Kiadó | Formátum        | Katalógusszám |
| ------- | ---------- | ----- | --------------- | ------------- |
| Kanada  | 1986       | TBS   | CD              | TBSCD 507     |
| Kanada  | 1986       | TBS   | Hanglemez       | TBS 507       |
| Kanada  | 1986       | TBS   | Kompakt kazetta | TBS 4507      |

## Fordítás
Ez a szócikk részben vagy egészben  a   Les chansons en or című angol Wikipédia-szócikk ezen változatának fordításán alapul.  Az eredeti cikk szerkesztőit annak laptörténete sorolja fel. Ez a jelzés csupán a megfogalmazás eredetét és a szerzői jogokat jelzi, nem szolgál a cikkben szereplő információk forrásmegjelöléseként.